# 神奈川県立保土ケ谷公園サッカー場

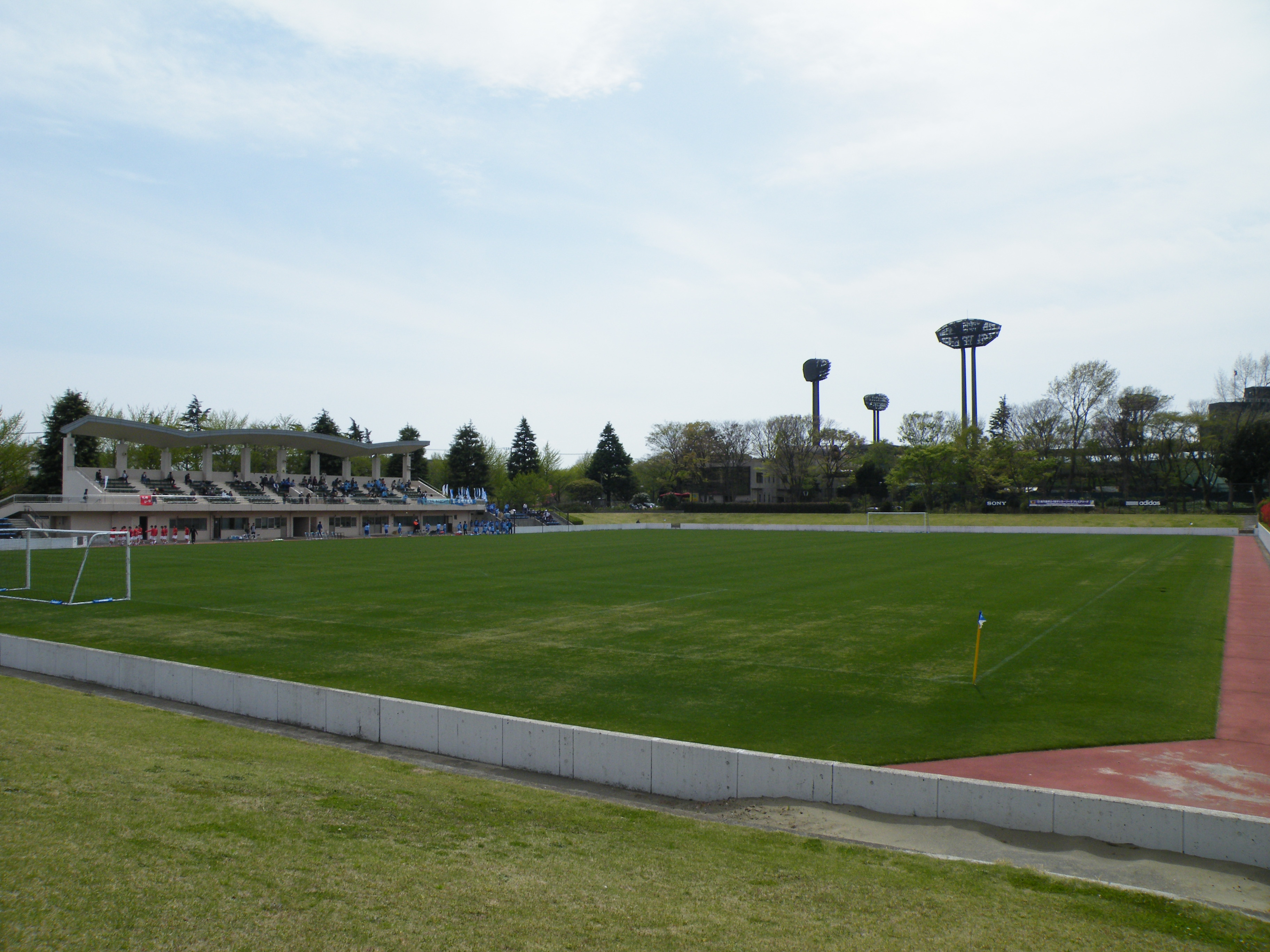
保土ケ谷公園サッカー場

神奈川県立保土ケ谷公園サッカー場（かながわけんりつ・ほどがやこうえん・サッカーじょう）は、横浜市保土ケ谷区の保土ケ谷公園にある球技場。

## 施設概要
- ニッパツ三ツ沢球技場と並ぶ横浜市の2大サッカー専用スタジアムとして知られている。保土ヶ谷では主に関東大会や神奈川県大会といった地域大会レベルのサッカーの試合を中心に利用されている。[要出典]
- 1998年の第53回国民体育大会（かながわ・ゆめ国体）のサッカー競技開催に際し、スタンドやピッチの整備など大改修が行われた。
- メインスタンド　屋根付き鉄筋コンクリート製スタンド（座席数：584席）
- ゴール裏スタンド　芝生席
- 天然芝ピッチ
- 照明設備なし

## 周辺施設
- 神奈川県立保土ケ谷公園ラグビー場（人工芝グラウンド）